# Яхич, Фадил
Фадил «Шпанац» Яхич (босн. Fadil "Španac" Jahić; 24 ноября 1910, Биелина — 20 февраля 1942, Вукосавци) — югославский боснийский партизан, участник Гражданской войны в Испании и Народно-освободительной войны Югославии. Народный герой Югославии (посмертно).

## Биография

### До войны
Родился 24 ноября 1910 в Биелине в семье рабочих. Окончив начальную школу, отправился в поисках работы, выучился на столяра. В раннем возрасте вступил в рабочее движение, неоднократно участвуя в стачках. В 1933 году вступил в Коммунистическую партию Югославии.
В марте 1937 Яхич прибыл в Испанию для оказания помощи республиканцам в гражданской войне. Вошёл в состав батальона имени Джуро Джаковича, служил в пулемётном отряде. Дослужился до звания капитана, после войны были интернирован во Францию в концлагерь «Верне» вместе с Пеко Дапчевичем. Бежал оттуда весной 1941 года, по возвращении в страну занял должность секретаря Биелинского райкома партии.

### Война
После Апрельской войны и оккупации страны Фадил ушёл в подполье, возглавив отряд биелинских антифашистов: он массово закупал оружие и организовывал боевые группы. После заседания Боснийского облкома КПЮ 13 июля 1941, на котором было принято решение о начале боевых действий в связи с восстанием в Черногории, Фадил начал руководить первыми операциями партизан: обрыв телеграфных и телефонных линий Биелина-Брчко и Биелина-Зворник, стычки с жандармами в Трняцах, Горне-Црнелово и Драгалевац, взрывы мостов на реке Сава и так далее. В августе Яхич вошёл в состав Маевицкого партизанского отряда, был назначен его политруком. Неоднократно он проявлял свои боевые качества как ветеран Гражданской войны в Испании.
20 февраля 1942 на его отряд в селе Вукосавци близ Маевицы напали сербские четники во главе с капитаном Стеваном «Леко» Дамьяновичем и Радивое Керовичем. С отрядом Дамьяновича был заключён договор о ненападении, но сербские монархисты нарушили этот договор, устроив засаду против партизан-коммунистов. В бою были убиты командир отряда Иван Маркович и ещё около 30 человек, в числе которых был и Фадил Яхич.
Похоронен Яхич на Партизанском кладбище в Вукосавцах близ Лопары. 13 марта 1945 посмертно награждён званием Народного героя Югославии.

### Семья
В Народно-освободительной войне Югославии участвовала вся семья Фадила Яхича, из 12 человек войну пережило 6. Братья Изо и Нияз состояли в партизанском движении, причём Нияз был арестован во время войны. Родители Фадила были брошены в концлагерь.
Минета Яхич (серб. Минета Јахић, 1925—1944) — младшая сестра Фадила, работала портнихой у еврейки Флоры Леви из Биелины. После оккупации войны Флора была брошена в концлагерь и там убита, Минета как член Союза коммунистической молодёжи Югославии ушла в партизанское движение, до 1942 года работала нелегально. В феврале была брошена с Ниязом в тюрьму после провала партизанской ячейки, в Биелине провела 4 месяца. После освобождения продолжила подпольную деятельность, в сентябре 1943 года ушла на освобождённую территорию. Из-за отвратительных условий содержания в тюрьме она заболела воспалением лёгких и долго лечилась, стала работать санитаркой в больнице при 16-й мусульманской бригаде. В 1944 году во время обороны Маевица попала в плен и была убита.
Хайрия Алиягич (серб. Хајрија Алијагић) — жена Фадила, родная сестра революционера Алии Алиягича, уроженца Биелины. Работала медсестрой, вступила в революционное рабочее движение под влиянием брата. Из Биелинской больницы она забрала печатную машинку, с помощью которой печатала листовки для коммунистов. Замуж за Фадила вышла перед его командировкой в Испанию, в 1937 году. Во время войны в Испании работала партийной активисткой в Белграде и Загребе, с начала 1941 года пребывала в Биелине. После оккупации примкнула к партизанскому движению, по соображению безопасности ушла из города. Во время одного из боёв Хайрия попала в плен, а Фадил успел сбежать. Её долго пытали в тюрьме Биелины, а вскоре бросили в концлагерь Ясеновац, где и убили. После войны один из детских садов получил имя Хайрии Алиягич.